# 189
El año 189 (CLXXXIX) fue un año común comenzado en miércoles del calendario juliano, en vigor en aquella fecha.
En el Imperio romano el año fue nombrado el del consulado de Silano y Silano, o menos frecuentemente, como el 942 ab urbe condita, siendo su denominación como 189 a principios de la Edad Media, al establecerse el anno Domini.

## Acontecimientos

### Imperio chino
- 15 de mayo: coronación de Liu Bian como Emperador de China.
- 27 de mayo: fallida conspiración eunuca en contra del regente He Jin.
- 22 de septiembre: los eunucos asesinan a He Jin e inician una guerra civil en Luoyang.
- 25 de septiembre: el general Dong Zhuo toma Luoyang y se hace con el poder del Imperio.
- 28 de septiembre: Liu Bian es obligado a abdicar en favor de Liu Xie, de 9 años.

### Imperio romano
- El Víctor I sucede a Eleuterio como papa.
- Pertinax es nombrado Prefecto de la Ciudad.

## Nacimientos
- 7 de marzo: Publio Septimio Geta, emperador romano

## Fallecimiento
- 13 de marzo: Ling, emperador chino.
- 22 de septiembre: He Jin, político chino.
- 24 de mayo: Eleuterio, papa.